# Abel Folk
Abel Folk (Montesquiu, 28 agosto 1959) è un attore spagnolo, di cinema, teatro e televisione.

## Filmografia parziale

### Cinema
- La ballata del porro, regia di Joan Minguell (1981)
- Hombres que rugen,regia di Ignacio F. Iquino(1984)
- La scollatura, regia di Antonio Verdaguer (1987)
- Il lungo inverno, regia di Jaime Camino (1992)
- La teta y la luna, regia di Bigas Luna (1994)
- Danza di sangue - Dancer Upstairs, regia di John Malkovich (2002)
- Intrigo a Barcellona (Art Heist), regia di Bryan Goeres (2004)
- Savage Grace, regia di Tom Kalin (2007)
- Vicky Cristina Barcelona, regia di Woody Allen (2008)
- The Promise, regia di Terry George (2016)
- Dalla mia finestra: Guardando te, regia di Marçal Forés (2024)

### Televisione
- Terra d'escudella – serie TV,  8 episodi (1978-1979)
- Novel · la – serie TV, 7 episodi (1980)
- Gran teatre – serie TV, 3 episodi (1980-1981)
- La Cucafera – serie TV, 1 episodio (1982)
- Teatre – serie TV, 1 episodio (1984)
- la comedia – serie TV, 1 episodio (1984)
- Una parella, al vostre gust – serie TV, 3 episodi (1985)
- Recordar, peligro de muerte – serie TV, 8 episodi (1986)
- 13x13 – serie TV, 1 episodio (1988)
- Delirios de amor – serie TV, 1 episodio (1989)
- All in the Game – miniserie TV, 6 episodi (1993)
- Arnau – miniserie TV, 1 episodio (1994)
- Sharpe - serie TV, 1 episodio (1995)
- Secret de familia – serie TV, 32 episodi (1995)
- Mai storie d'amore in cucina – miniserie TV (2004)
- Cheetah Girls 2 (The Cheetah Girls 2), regia di Kenny Ortega – film TV (2006)
- Isabel – serie TV, 8 episodi (2014)
- L'ambasciata (La embajada) – serie TV, 11 episodi (2016)
- La barriera – serie TV Netflix, 13 episodi (2020)
- Gli eredi della terra – serie TV, 2 episodi (2022)

## Doppiatori italiani
Nelle versioni in italiano delle opere in cui ha recitato, Abel Folk è stato doppiato da:
- Saverio Moriones in Cheetah Girls 2
- Stefano Mondini ne L'ambasciata
- Roberto Draghetti in The Promise
- Massimo De Ambrosis ne La barriera